# Auguste Vincent (homme politique)
Pour les articles homonymes, voir Auguste Vincent et Vincent.
Auguste Vincent (né le 17 février 1864 à Serrières (Ardèche) et mort le 28 février 1915 à Aubenas) était un homme politique français.
Il est instituteur, puis directeur d'école primaire supérieure.
Il est sénateur de l'Ardèche de 1912 à sa mort en 1915.

## Biographie
- « Auguste Vincent (homme politique) », dans le Dictionnaire des parlementaires français (1889-1940), sous la direction de Jean Jolly, PUF, 1960 [détail de l’édition]